# Barobata viridis
Barobata viridis är en fjärilsart som beskrevs av Druce 1910. Barobata viridis ingår i släktet Barobata och familjen tofsspinnare. Inga underarter finns listade i Catalogue of Life.